# Pleničar
Pleničar je priimek več znanih Slovencev:
- Andreja Pleničar, bibliotekarka, direktorica knjižnice Mirana Jarca NM
- Boža Pleničar (1928—1991), bibliotekarka, bibliografka, amaterska fotografinja
- Dušan Pleničar (1921—1992), politik, izseljenski kulturni delavec, založnik/tiskar, urednik, publicist
- Franc Pleničar (1891—1977), društveni delavec
- Josip Pleničar (1886—1970), učitelj, režiser, zborovodja (v Kropi)
- Mario Pleničar (1924—2016), geolog in paleontolog, akademik
- Mohor Pleničar, igralec?
- Vladimir (Dinko) Pleničar (1907—1976), kinolog, lovec